# Hans Heyerdahl

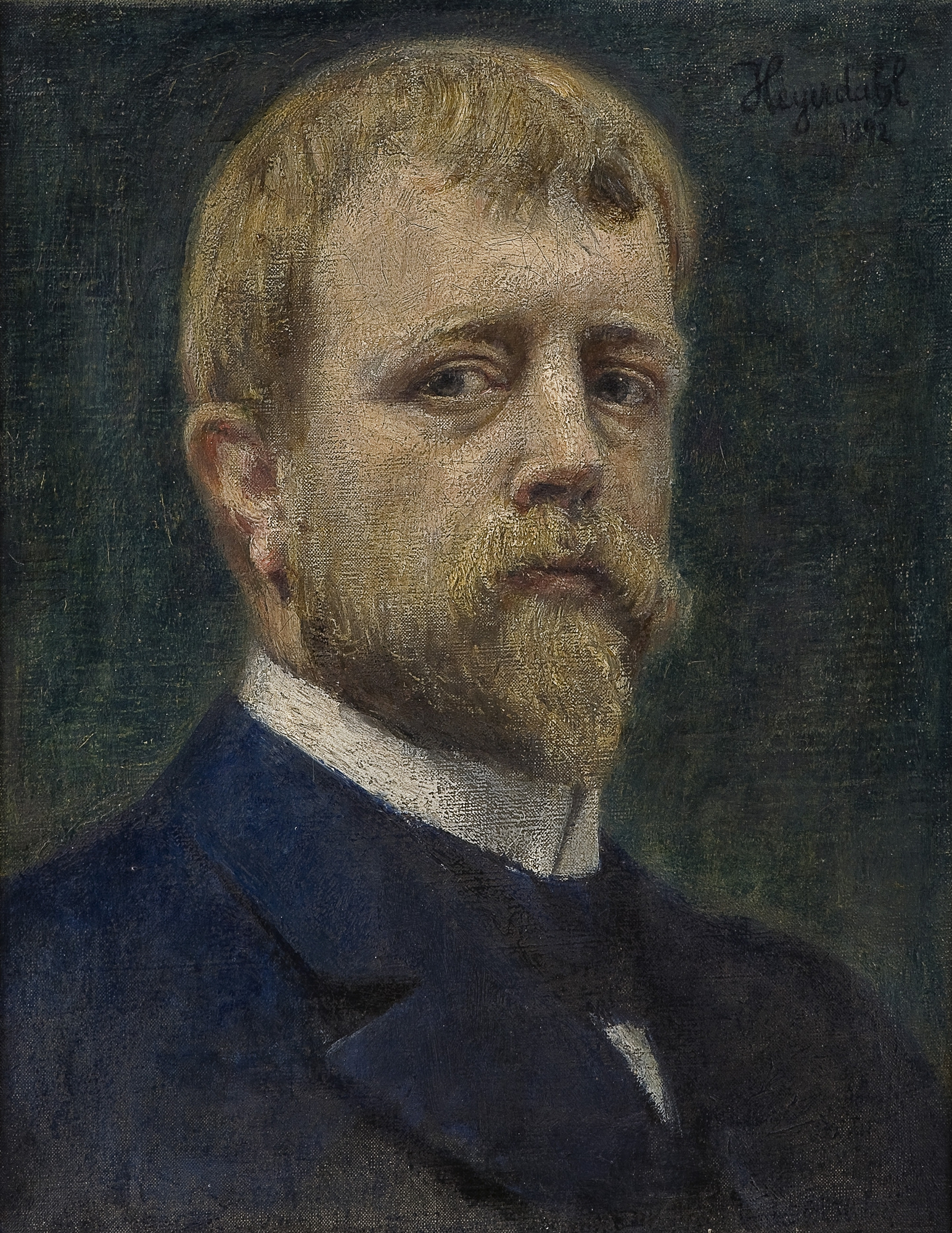
Hans Heyerdahl, zelfportret 1892

Hans Heyerdahl (Smedjebacken, Zweden, 8 juli 1857 – Kristiania, 10 oktober 1913) was een Noors kunstschilder. Hij wordt gerekend tot het realisme, met sterke invloeden vanuit het impressionisme.

## Leven en werk
Heyerdahl groeide op in Drammen en bezocht de kunsthogeschool in Kristiania, tegenwoordig Olslo. Hij studeerde af in 1874, samen met Eilif Peterssen.
Heyerdahls roem groeide snel, hij won diverse academische prijzen en in 1878 won hij met zijn schilderij De verdrijving van Adam en Eva uit het Paradijs een gouden medaille tijdens de wereldtentoonstelling van 1878 in Parijs. Van 1878 tot 1882 werkte hij ook in Parijs, trad er in de leer bij Léon Bonnat, schilderde in deze periode veel landschappen, meestal in de open lucht. Na het winnen van de ‘Grote prijs van Florence’ maakte hij van 1882 tot 1884 een studiereis naar Italië, waar hij onder anderen Arnold Böcklin leerde kennen. Ook maakte hij een studiereis naar België.
Terug in Noorwegen vestigde hij zich in Kristiania en raakte bevriend met Christian Krohg en de jonge Edvard Munch. Met name na 1890 legde hij zich steeds meer toe op de portretschilderkunst en groeide uit tot een van de belangrijkste vertegenwoordigers van het Noorse realisme, met duidelijk impressionistische invloeden. Veel van zijn werken zijn tegenwoordig te zien in het Nationaal kunstmuseum te Oslo.
Na 1900 werd hij ook een pleitbezorger van het Pangermanisme. Hij overleed in 1913, op 56-jarige leeftijd.

## Galerij

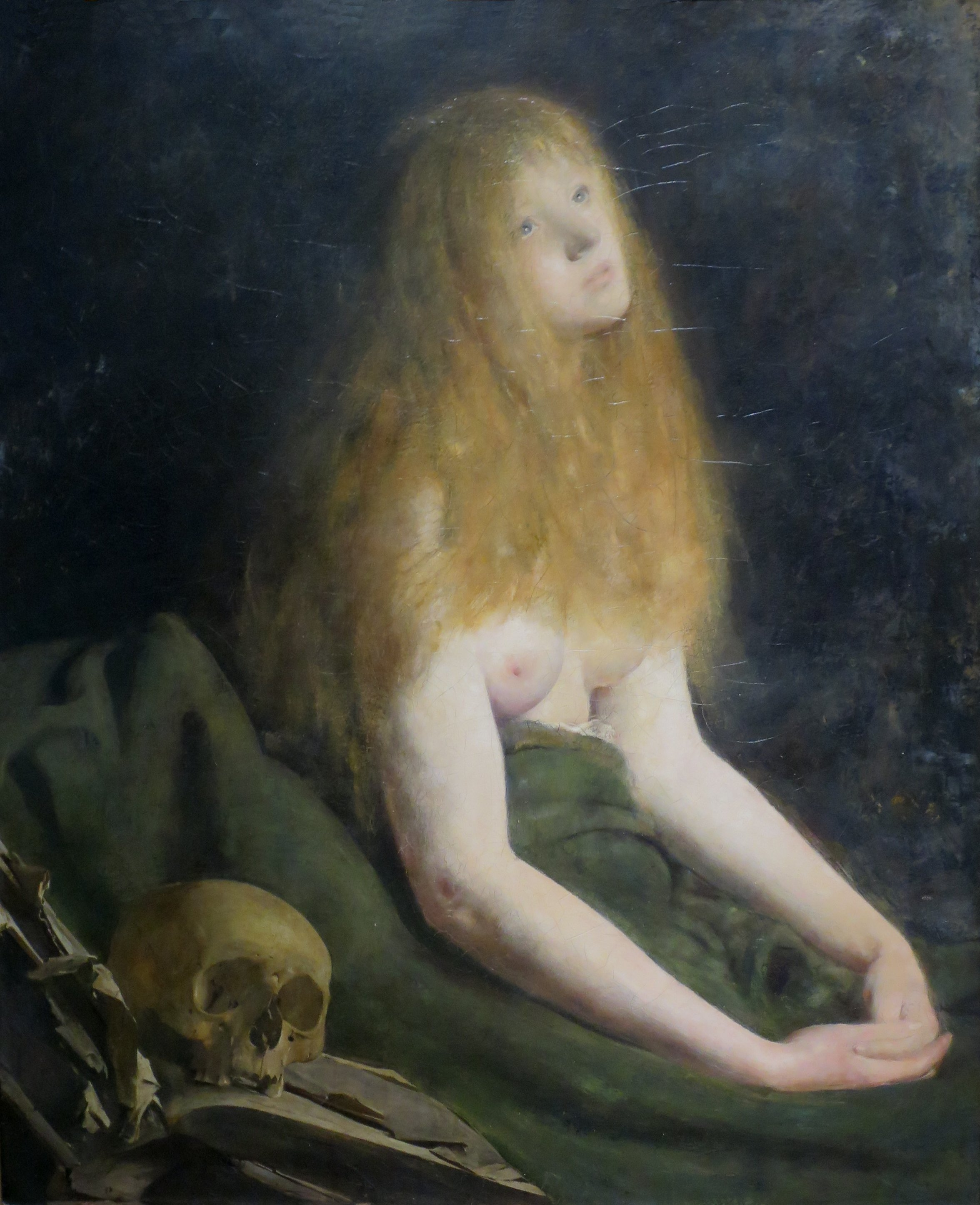
De penitente Magdalena
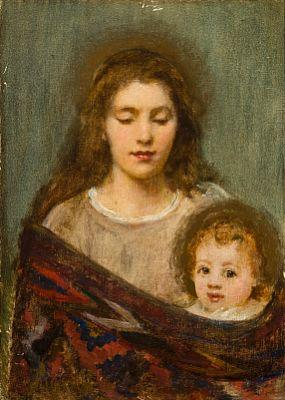
Moeder en kind
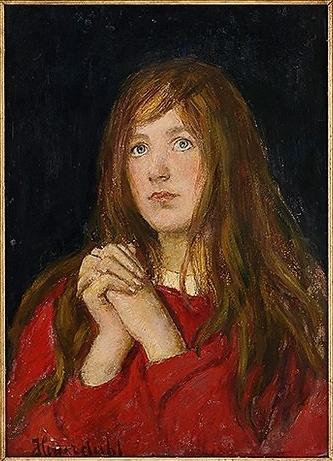
Biddend meisje
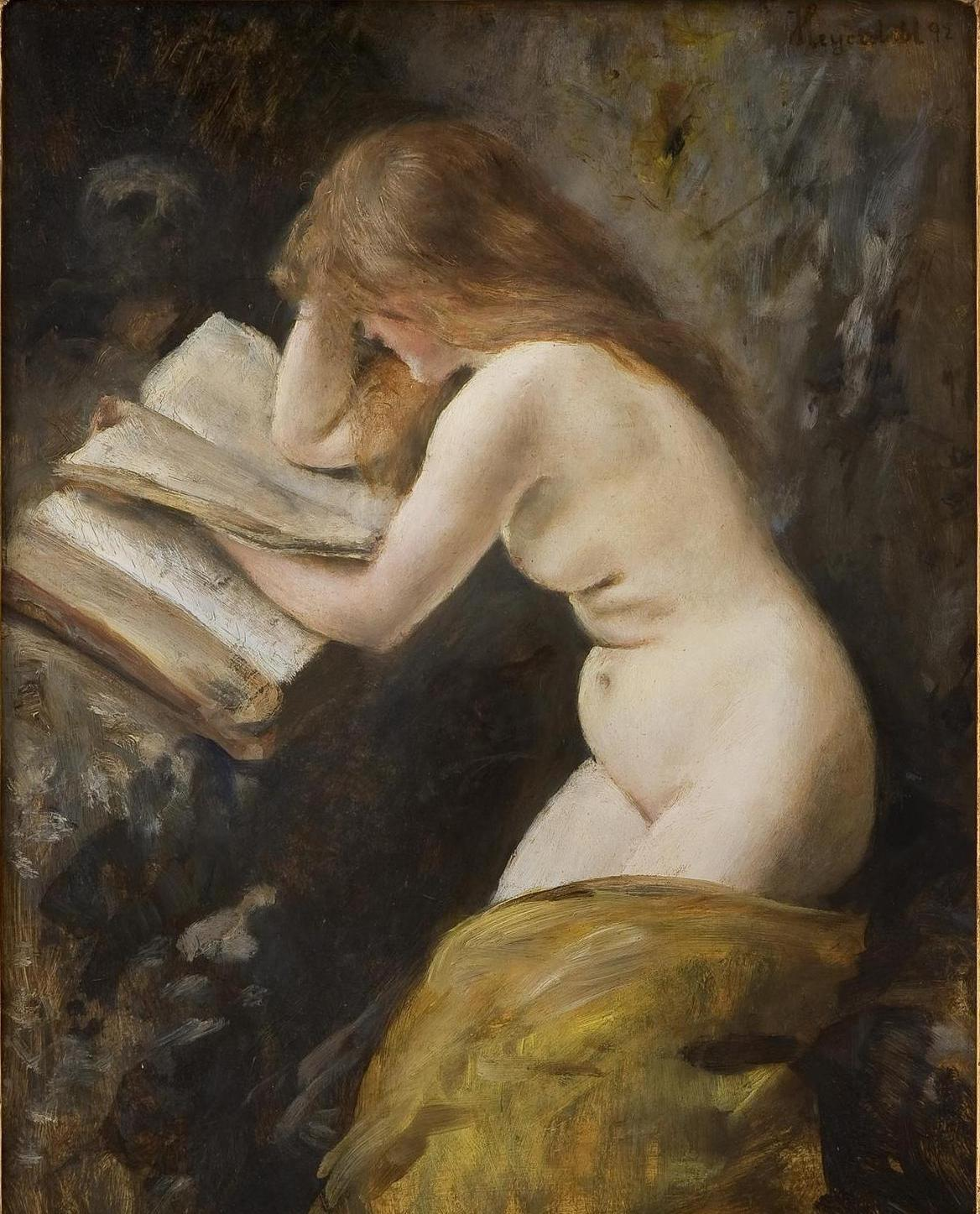
Magdalena
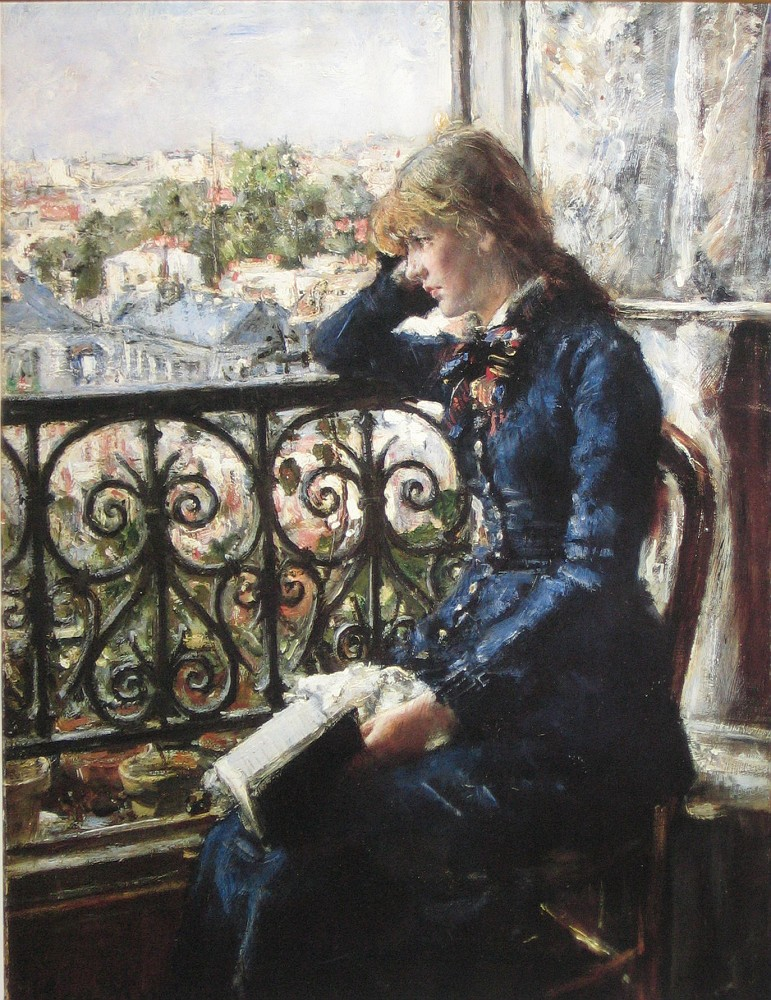
Vrouw bij het raam